# Véghseő Klára
Véghseő Klára (Sátoraljaújhely, 1953. május 27. –) képzőművész.
Szülei: Véghseő Bertalan építész és Ember Klára testnevelőtanár.
1967-ben kezdte meg tanulmányait a Képző- és Iparművészeti Szakközépiskolában festő-díszítőfestő szakon. 1971-ben érettségizett, majd 1971–72-ben a Nyomdaipari Szakközépiskolába járt. Felvételt nyert a Magyar Képzőművészeti Egyetem festő szakára, és 1971–77 között olyan mestereknél tanult, mint Somogyi Gábor, Birkás Ákos, Németh László, Sarkantyu Simon és Szabó János. 1977-ben diplomázott festő szakon, és ugyanekkor középiskolai rajztanári diplomát is szerzett.
1977-től a Magyar Képzőművészeti Alapítvány és a Fiatal Művészek Stúdiójának is a tagja volt. 1988–90 között a Vizual Art Alkotói Közösség tagja volt, melynek keretén belül ügynökök értékesítették a festményeit. 1992-től a Magyar Alkotóművészek Országos Egyesületének tagja. 1997-ben csatlakozott az Olajág Keresztény Művészek Társaságához. 1990–2005 között a Motivart Stúdió keretein belül értékesítette festményeit. Számos hazai és külföldi kiállítóteremben, galériában voltak kiállításai. 2009-ben hozta létre saját festőklubját, hol rajzot és festészetet oktat gyerekeknek és felnőtteknek egyaránt kiscsoportos, illetve egyéni formában. 2011-ben kezdett jobb agyféltekés rajzolással foglalkozni, attól kezdve tanítja így rajzolni tanítványait. Tanítványainak már több csoportos és egyéni kiállítása is volt.
Festészete posztimpresszionista hagyományokból indult, a Képzőművészeti Főiskola után kezdte megtalálni egyéni hangját. A lírai-absztrakt festészet felé tolódott, akkor még nem vonzotta a realitás. Anyaként képeiben is megjelentek a mesebeli motívumok, kedvenc témái: Alice Csodaországban, a Kisherceg, bohócok, felhőn hintázó figurák, varázslatos tájak. Ahogy nőttek a gyerekek, a témái is úgy változtak. Bejárta Olaszországot, Franciaországot, művésztelepeken vett részt, itthon is. Festett sikátorokat, hegyeket, vízpartot. Témái az emberi psziché mélységeit is feltárták, vonzotta a mitológia, irodalmi alakokat is megjelenített, mint például: Daphné, Danaé, Anyegin és Tatjána, Faust, Lear király.
Megfestette a zodiákusjegyeket, de nem szokványos módon, hanem azok színhangulatának ábrázolásával, ahogy egyik jegy színe átolvad a másikba. Mindezt egy kör alaprajzú kiállítóhelyen mutatta be. A zene is végigkíséri az életét. Egy performance keretében egy beatkoncerten élőben, három óra alatt megfestette a zenészeket, a végén elárverezték a hatalmas vásznat. Már a főiskolán készültek nagyméretű képei, amelyek felülnézetből ábrázoltak egy szimfonikus zenekart.
Három gyermeke közül kettő: Osgyányi Sára és Osgyányi Ranvig Róza szintén festőművészek lettek.